# 可逆反應
可逆反應（英語：reversible reaction）通常是指在同一条件下正反应方向和逆反应方向均能进行的化学反应，例如：
{\displaystyle {\ce {a\ {A}+b\ B<=>c\ {C}+d\ D}}}
生成物变为反應物的速率小到可以忽略的反应则称做不可逆反應
事實上，絕大多數的反應都是可逆反應，只不過其可逆程度較小，一般被認為是不可逆反應。
可逆反應必須要處於一個封閉系統之內，否則當生成物是氣體，則有可能會令生成物進入大氣，令逆向反應不能發生，最後變成不可逆反應。
當正向反應（正反应，向右的反应）的速率與逆向反應（逆反应）的速率相等時，可逆反應達到化學平衡(動態平衡)。
弱电解质的电离平衡，强酸弱碱盐和强碱弱酸盐的水解平衡，还有大多数的有机反应都是可逆反应。

## 特点
1. 正负两个反应具有即对立又统一的关系，即正反应与逆反应是两个方向完全相反的不同的化学反应。但它们又同时存在，不可分离。
2. 正反应与逆反应发生的条件相同，在不同条件下能向两个方向进行的反应不能称之为可逆反应。
3. 可逆反应不能进行到底，反应物总有剩余。

## 反應

### 物理變化
- A為一種元素或化合物
- (l)為液體狀態
- (g)為氣體狀態

{\displaystyle {\ce {A\ {(l)}<=> A\ {(g)}}}}

### 化學變化
- AB,CD,AC,BD為化合物
- a,b,c,d為平衡係數

{\displaystyle {\ce {a\ {AB}+b\ CD<=>c\ {AC}+d\ BD}}}